# Service de l'énergie opérationnelle
Pour les articles homonymes, voir SEO (homonymie).
Le service de l'énergie opérationnelle (SEO), anciennement service des essences des armées (SEA) est un service interarmées de l'Armée française dépendant du chef d'État-Major des armées.

## Histoire

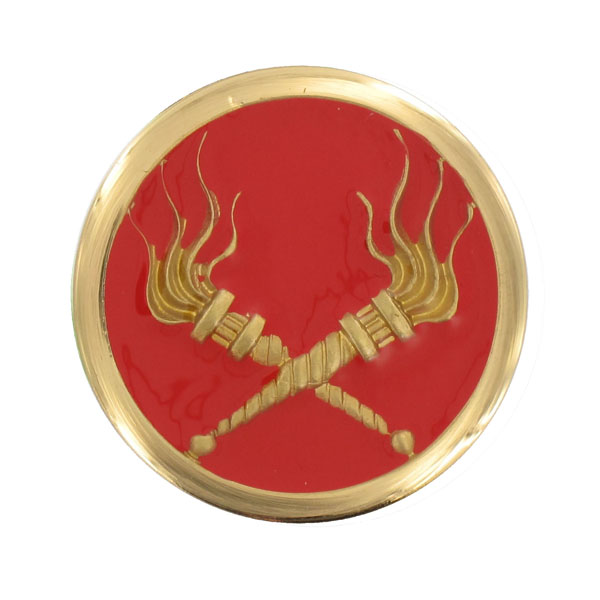
Insigne de collet du SEO.

Insigne du SEO.

C’est pendant la Première Guerre mondiale, avec la généralisation de l’emploi des moyens mécanisés, que se fait sentir la nécessité de mettre en place une nouvelle chaîne d’approvisionnement « carburant ». Elle se compose alors du service de l’intendance qui approvisionne et stocke le carburant et du service automobile qui le transporte. Dans le même temps, au grand quartier général, un service des essences, pétroles et huiles est créé.
Après la guerre, le 12 juillet 1920 c’est le service des poudres qui reprend les attributions de l’intendance, et l’artillerie le rôle de distributeur.
Mais c’est le 25 novembre 1940 (sous le régime de Vichy) que sont confiées à un seul organisme l’ensemble des responsabilités : il reçoit le nom de service des essences des armées (SEA).
L’ordonnance du 17 mars 1945 définit le SEA comme un service commun chargé de ravitailler en tous lieux l’ensemble des forces armées.
Au 1er janvier 1989, l'effectif est de 407 militaires.
Le décret no 91-686 du 14 juillet 1991 précise cette mission. Le service doit «  assurer en tout temps, en tous lieux et en toutes circonstances le soutien pétrolier des forces armées, tout en jouant le rôle de conseiller technique pétrolier auprès des états-majors ».
Le SEA assure l'approvisionnement, le stockage, la distribution et la qualité des carburants et lubrifiants au profit des véhicules terrestres, des aéronefs et des navires des différentes armées françaises et de la Gendarmerie nationale. L'Armée de terre est soutenue en totalité depuis la reprise du soutien de l'ALAT entre 2007 et 2008 ; depuis 2009, les carburants de soute de la Marine ont rejoint les missions du SEA. De plus, les spécialistes du SEA conseillent les commandements dans le domaine pétrolier.
En 2018, dans le cadre des opérations extérieures, le SEA livre plus de 120 000 mètres cubes de carburants aux forces engagées, ce qui correspond à une livraison de plus de 260 tonnes quotidiennement sur l’ensemble des théâtres d’opérations.
Le 2 janvier 2019, le SEA reçoit le certificat d’approbation relatif à la certification ISO 9001:2015 de son système de management de la qualité.
En 2020, le service est renommé service de l'énergie opérationnelle afin de marquer les évolutions de ses missions au-delà des énergies fossiles.

## Organisation

Logo du SEA jusqu'au 31 décembre 2020 (avant le renommage du service).

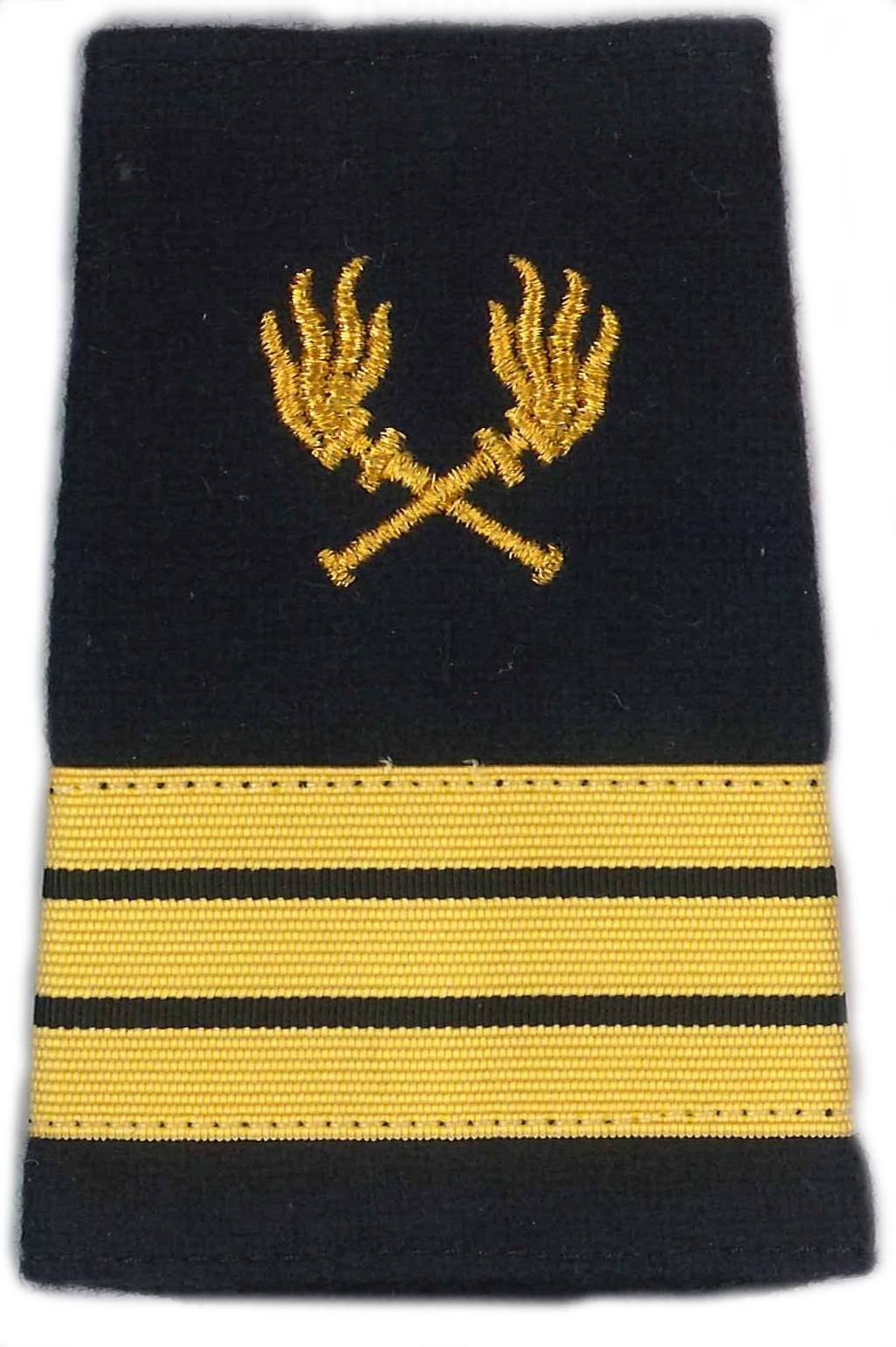
Fourreau d'épaule de capitaine du SEO.

(novembre 2022).

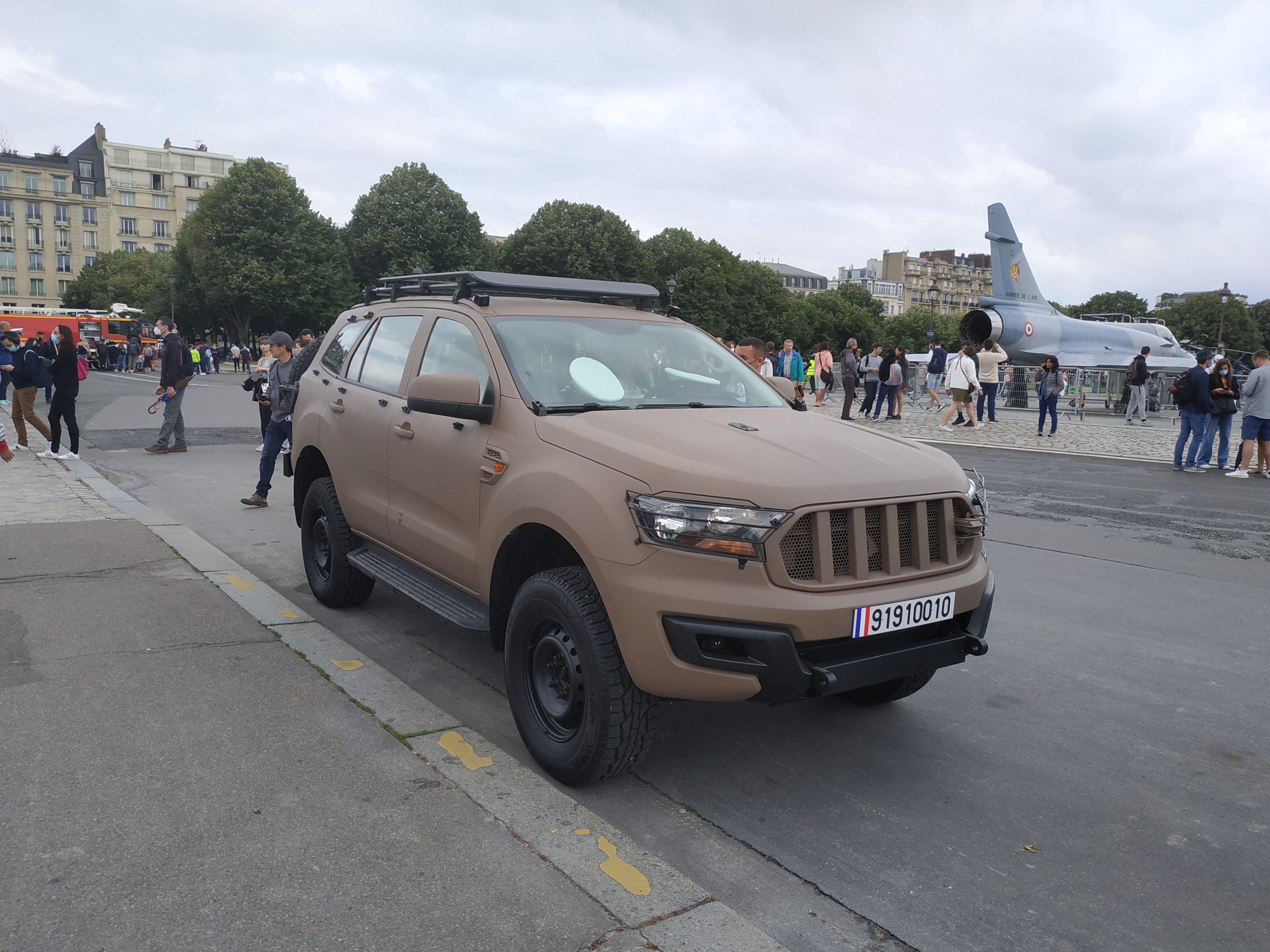
VT4 du service de l'énergie opérationnelle

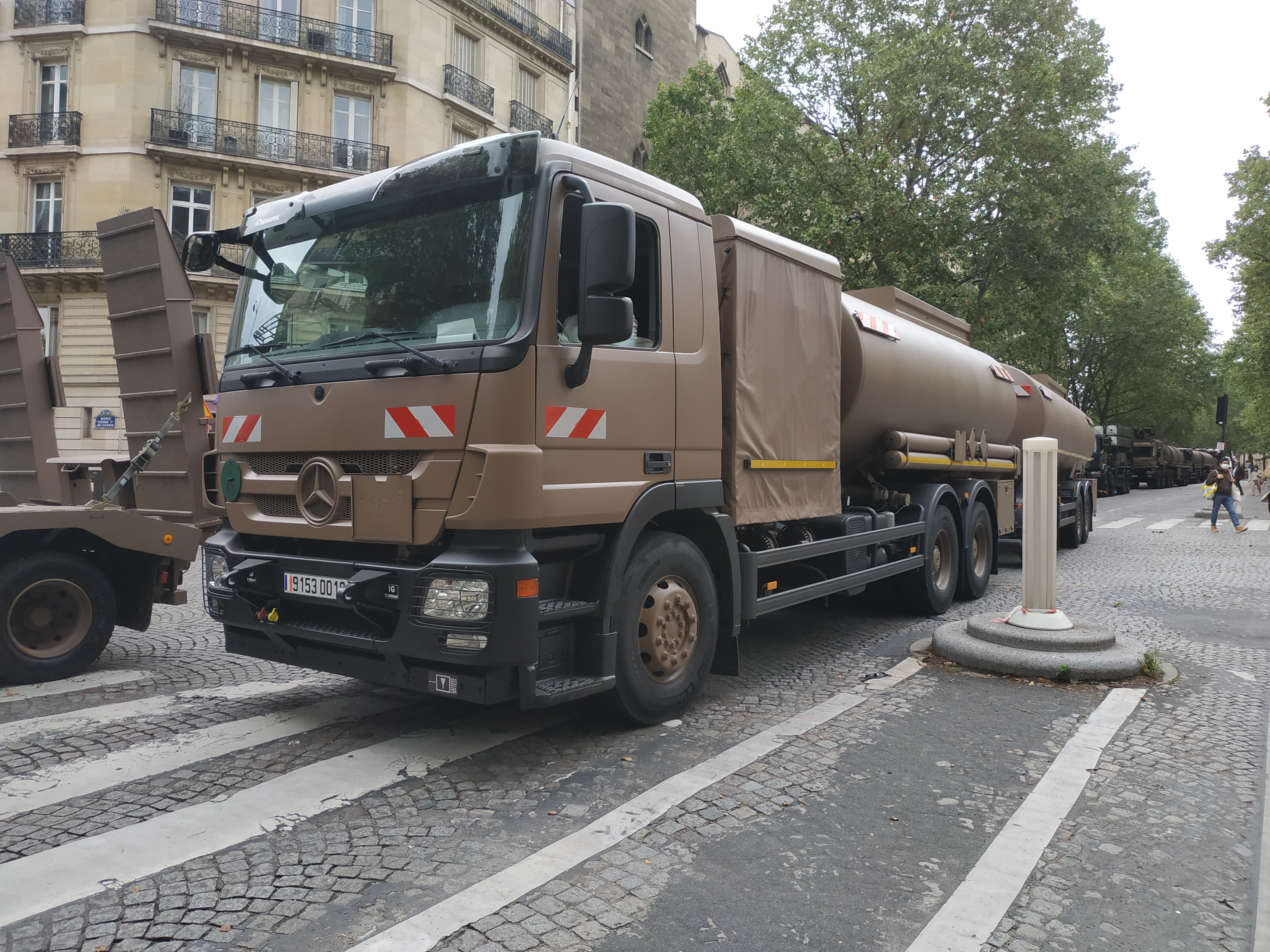
Mercedes-Benz du SEO au défilé du 14 juillet 2021.

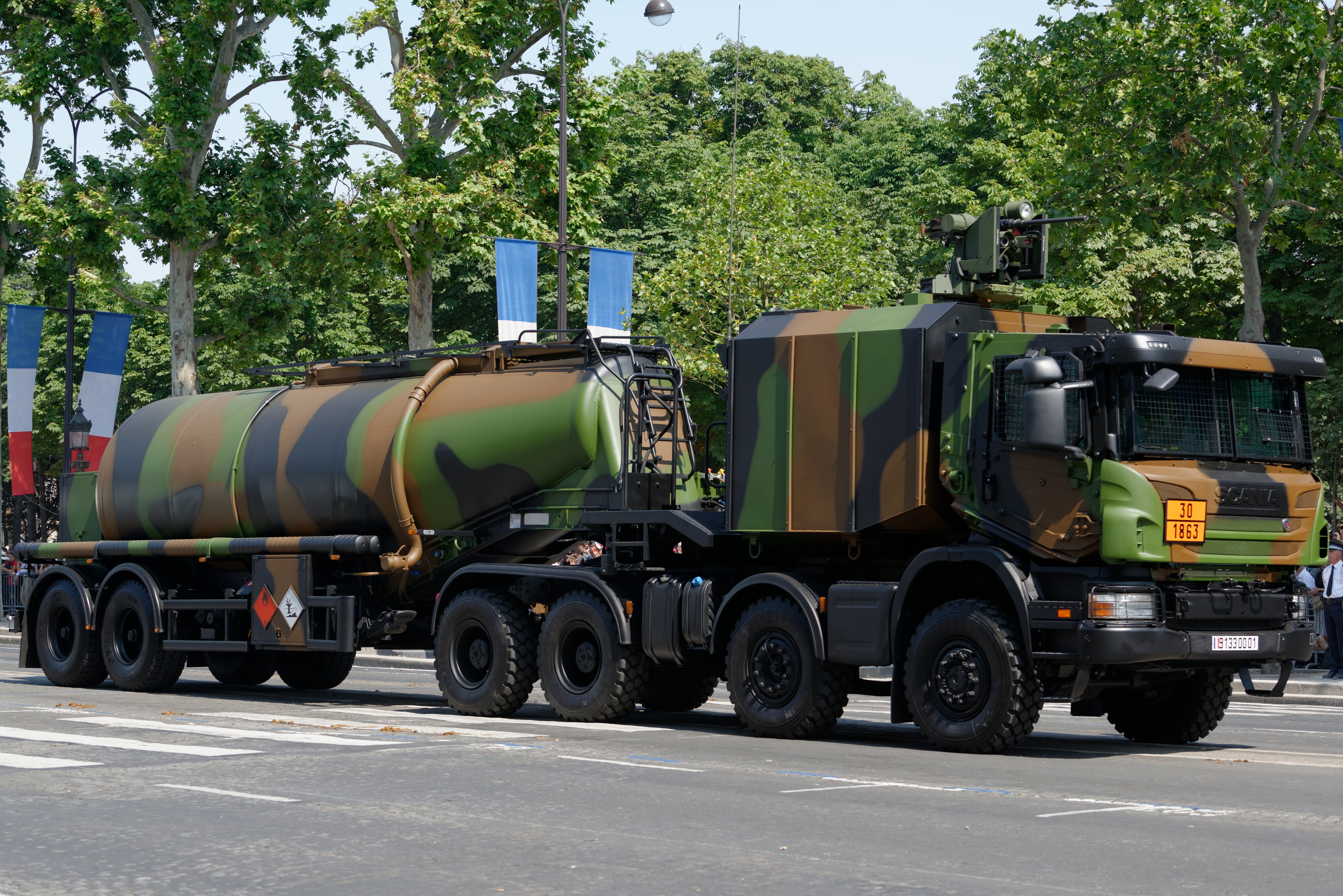
Camion-citerne Scania CaRaPACE présenté lors du défilé du 14 juillet
2013.

Le directeur central du SEO est directement responsable devant le ministre de la Défense de l’administration du service. Dans les autres domaines, il relève du ministre par l’intermédiaire du chef d’État-Major des armées.
Le Service est composé :
- d’une direction à Malakoff (DSEO) ;
- d'une base pétrolière interarmées (BPIA) à Chalon-sur-Saône dont les missions principales sont la formation, l'entraînement, le soutien des exercices et la mise sur pied des détachements opérationnels pour les opérations extérieures ;
- du commandement de la logistique de l’énergie opérationnelle (CLEO) et du centre de soutien technique et administratif (CSTA) à Nancy dont les missions sont la passation et le suivi des marchés, la conception, la réalisation et l'entretien des infrastructures et équipements pétroliers, et l'exploitation des dépôts pétroliers métropolitains ;
- d'un centre d'expertise pétrolière interarmées, à Marseille (CETSEO) dont les missions principales sont le contrôle qualité, le développement et l’expertise des produits pétroliers ;
- de détachements en outre-mer et à l'étranger pour le soutien pétrolier des Forces ;
- des détachements de liaison auprès de tous les grands états-majors.

Le SEO est aussi constitué, en 2023, de 10 dépôts d’infrastructures, 30 dépôts auprès des bases (aérienne, aéronavale, navale et aviation légère de l'Armée de terre) et 9 dépôts outre-mer. Il dispose de 141 wagons citernes, 193 camions citernes et 225 camions avitailleurs (pour les avions). Il distribue environ 800 000 m3 de carburants chaque année et 5 000 tonnes de lubrifiants et produits divers. Elle cogère la partie française du réseau d'oléoducs en Centre-Europe appelée oléoduc de défense commune.
Depuis le 1er août 2023, la direction du SEO est assurée par :
- le directeur, l'ingénieur général de 1re classe Jérôme Lafitte[6] ;
- le directeur central adjoint, l'ingénieur général de 2e classe Jean-Philippe Blanchard[7].

## Grades du service de l'énergie opérationnelle
Le service de l'énergie opérationnelle (SEO) comporte des militaires du rang (engagés volontaires du SEO), deux corps de sous-officiers (sous-officiers du SEO et sous-officiers du soutien pétrolier) et deux corps d'officiers (ingénieurs militaires des essences et officiers logisticiens des essences). Les ingénieurs sont parfois désignés par le terme de monsieur le ou madame le suivi du grade d'ingénieur, mais l'usage veut qu'ils soient appelés comme leurs homologues officiers logisticiens, par les appellations de la hiérarchie militaire générale.

### Ingénieurs militaires des essences
Les ingénieurs militaires des essences (IME) constituent un corps d'officiers du service de l'énergie opérationnelle ayant la particularité de n'avoir que des officiers supérieurs ou généraux. Leur hiérarchie est la suivante :
- Ingénieur général hors classe
- Ingénieur général de 1re classe
- Ingénieur général de 2e classe
- Ingénieur en chef de 1re classe
- Ingénieur en chef de 2e classe
- Ingénieur principal

Les ingénieurs militaires des essences sont différenciés par l'ajout de parements noirs encadrant les marques de grade.

### Officiers logisticiens des essences
Le corps des officiers logisticiens des essences (OLE) remplace depuis le 1er janvier 2015 le corps des officiers du corps technique et administratif du service de l'énergie opérationnelle. La hiérarchie est similaire à la hiérarchie militaire générale et comporte les grades suivants :
- Général de division
- Général de brigade
- Colonel
- Lieutenant-colonel
- Commandant
- Capitaine
- Lieutenant
- Sous-lieutenant
- Aspirant

### Sous-officiers du service de l'énergie opérationnelle
Les sous-officiers du service de l'énergie opérationnelle constituent un corps de sous-officiers du service de l'énergie opérationnelle ayant un hiérarchie particulière:
- Major
- Agent technique en chef
- Agent technique
- Élève agent technique

Précédemment ces sous-officiers constituaient les corps des agents techniques des poudres et des essences . Les grades progressifs étaient, agent technique de 3e classe, agent technique de 2e classe, agent technique de 1re classe, agent technique principal de 3e classe, agent technique principal de 2e classe, agent technique principal de 1re classe,.

### Sous-officiers de spécialité "soutien pétrolier"
Les sous-officiers de spécialité "soutien pétrolier" ne constituent pas un corps à proprement parler. Ils appartiennent au corps des sous-officiers de l'Armée de terre mais sont employés par le service de l'énergie opérationnelle. Leur hiérarchie est donc strictement identique à la hiérarchie militaire générale :
- Major
- Adjudant-chef
- Adjudant
- Maréchal des logis-chef
- Maréchal des logis

### Engagés volontaires du service de l'énergie opérationnelle
- Brigadier-chef de 1re classe
- Brigadier-chef
- Brigadier
- Conducteur de 1re classe
- Conducteur

Membres célèbres
L’historien Marc Bloch fut capitaine et notamment responsable des approvisionnements en carburant durant la Seconde guerre mondiale. Cette expérience, marquante, est fondatrice pour la rédaction de son livre L'Étrange Défaite.
Pierre-Eugène Bruneau (ingénieur général et ancien inspecteur général du SEA).